# СЕКБП

Плавпричал СЕКБП.

СЕКБП — організація на території України (тодішня назва — Українська РСР), що існувала під цією назвою в період із 26 січня 1977 року до 31 грудня 1986 року. Вона експлуатувала майже всю цивільну підводну техніку в СРСР..

## Історія

### Використання підводної техніки для потреб рибного господарства
За замовленням Міністерства рибного господарства СРСР була прийнята державна програма зі створення населених підводних апаратів різних типів та їхніх суден-носіїв для вивчення й освоєння біологічних, енергетичних і мінеральних ресурсів Світового океану. Для реалізації цієї програми були виділені значні кошти.
Проєктуванням і будівництвом пілотованої підводної техніки займалися спеціалізовані конструкторські бюро та підприємства Міністерства суднобудівної промисловості СРСР.
Перший дослідний зразок пілотованого підводного апарата (ППА) «Сєвєр-2» був побудований у 1970 році на Ленінградському адміралтейському об’єднанні (ЛАО). Після тривалих випробувань у Чорному морі, які супроводжувалися численними відмовами обладнання, відсутністю досвіду роботи екіпажу, а також іншими факторами, апарат було повернено на завод-виробник для модернізації та переобладнання. У 1975 році, після завершення ремонтних робіт, ППА прибув до Мурманська для подальшого використання за призначенням.
Наступний ППА — «ТІНРО-2» — Мінсудпром передав до рибної галузі 23 жовтня 1973 року. Хоча замовником апарата був Тихоокеанський науково-дослідний інститут рибальства та океанографії, Мінрибгосп, враховуючи негативний досвід приймання і дослідної експлуатації ППА «Сєвєр-2», вирішив не відправляти «ТІНРО-2» на Далекий Схід. Натомість у січні 1974 року апарат передали на баланс Управлінню науково-дослідного флоту (м. Керч) разом із судном-носієм НПС «Іхтіандр». У цю ж організацію 19 червня 1975 року було передано й третій апарат Мінрибгоспу — «ТІНРО-2 біс».

У початковий період експлуатації ППА та їхні судна-носії були розосереджені по басейнових управліннях Мінрибгоспу.

СЕКБП. Історична довідка.

### Створення СЕКБП
Початковий досвід використання підводної техніки показав доцільність зосередження пілотованих підводних апаратів в одній організації. Це сприятиме систематизації та накопиченню досвіду їх експлуатації, виробленню єдиної політики щодо напрямів подальшого розвитку підводної техніки, удосконаленню та розширенню технічних можливостей ППА, створенню ремонтної бази для їх модернізації та ремонту, а також організації підготовки екіпажів і фахівців з технічного обслуговування.
У 1975 році створено Севастопольську філію Спеціального експериментально-конструкторського бюро промислового рибальства. У 1977 році, наказом Міністра рибного господарства СРСР № 47 від 26 січня 1977 року, ця філія була реорганізована в Севастопольське експериментально-конструкторське бюро з підводних досліджень (СЕКБП).
Організація об’єднала наявні вітчизняні підводні апарати різних типів і їхні судна-носії. Зосередження основного парку підводних апаратів в одних руках дозволило налагодити ефективну експлуатацію нового виду техніки, накопичити необхідний досвід, підготувати кваліфіковані кадри для управління апаратами, забезпечення їх працездатності та контролю технічного стану.
До створення СЕКБП новозбудовану підводну техніку передавали до Севастопольської філії Спеціального експериментально-конструкторського бюро промислового рибальства:
- підводну лабораторію, що буксирується (ПЛБ) «Бентос-300» №1 — 27.09.1976
- ППА «Сєвєр-2 біс» —. 02.12.1976.

Після створення СЕКБП до нього з Керчі було передано пілотовані підводні апарати «ТІНРО-2» і «ТІНРО-2 біс» разом із судном-носієм НПС «Іхтіандр». В Мурманську не вдалося організувати ефективну експлуатацію ППА «Сєвєр-2», тому на початку 1978 року судно-носій «Одіссей» разом із ППА «Сєвєр-2» також передали до СЕКБП.
Підводні спостережні камери, що буксируються (ПСКБ) «Тетіс» № 01807, 01809 і 01836 передали до СЕКБП разом з суднами—носіями РПС «Єлагін» і «З.Мустакімов».

## Структура
Структура СЕКБП складалась з адміністрації, Бази технічного обслуговування (БТО) і відділів: підводних досліджень (керівники В.Гетманцев, в подальшому В.Петров), технічної експлуатації підводної техніки (керівник В.Усенко), мореплавання (керівник А.Якимов), зв’язку (керівник О.Юриков), технічної експлуатації флоту (керівник А.Дєдков), а також конструкторських відділів: модернізації флоту і підводної техніки (керівник Г.Лилов), радіоелектронного і наукового обладнання (керівник М.Сарваніді), експлуатаційної документації (керівник Г.Пакулов), проєктування і модернізації знарядь вилову (керівник В.Долгов)
Для підготовки гідронавтів і гідронавтів-дослідників був створений відділ підготовки гідронавтів (керівники — О. Коваленко, в подальшому к.в.-м.н. Г.Трубчанін). Підготовка гідронавтів здійснювалась як для СЕКБП, так і для організацій інших міністерств і відомств.
Адреса СЕКБП була: м.Севастополь, вул. Костомарівська, 1/46.
У відділі підводних досліджень працювали вчені — океанологи, гідрологи, іхтіологи, геологи та представники інших морських дослідницьких спеціальностей. З працівників цього відділу формувалися наукові групи для морських експедицій, що проводилися з метою вивчення шельфу Світового океану. У цих експедиціях фахівці відділу виступали у ролі підводних спостерігачів (гідронавтів-дослідників), здійснюючи занурення на пілотованих підводних апаратах і підводних лабораторіях «Бентос-300».
В експедиціях із використанням ПСКБ «Тетіс» брали участь фахівці відділу проєктування і модернізації знарядь вилову.

### Підводна техніка
У розпорядженні СЕКБП було кілька типів підводної техніки: пілотовані підводні апарати (ППА), підводні лабораторії (ПЛБ) "Бентос-300" і підводні спостережні камери, що буксируються (ПСКБ) "Тетіс". Вся підводна техніка, що експлуатувалася в СЕКБП, була спроєктована та побудована в СРСР.
До підводної техніки першого покоління відносилися: ПЛБ "Бентос-300", ППА «Сєвєр-2» і «ТІНРО-2», ПСКБ «Тетіс», а пілотовані підводні апарати «Риф» і «Омар» належали до другого покоління.
Підводна техніка СЕКБП:
| №  | Тип  | Назва           | Проєкт | Дата прийняття | Глибина робоча max, м | Екіпаж, осіб | Автономність робоча/аварійна, год |
| 1  | ППА  | Сєвєр-2         | 1825   | 22.12.1970     | 2000                  | 5            | 9 / 72                            |
| 2  | ППА  | Сєвєр-2 біс     | 1825   | 02.12.1976     | 2000                  | 5            | 9 / 72                            |
| 3  | ППА  | ТІНРО-2         | 1602   | 23.10.1973     | 400                   | 2            | 6 / 72                            |
| 4  | ППА  | ТІНРО-2 біс     | 1602   | 19.06.1975     | 400                   | 2            | 6 / 72                            |
| 5  | ПЛБ  | "Бентос-3002 №1 | 1603   | 27.09.1976     | 320                   | 12           | 336 / 480                         |
| 6  | ПЛБ  | "Бентос-3002 №2 | 1603   | 02.09.1983     | 320                   | 12           | 336 / 480                         |
| 7  | ППА  | Риф             | "Риф"  | 1985           | 85                    | 2            | 4 / 72                            |
| 8  | ППА  | Омар            | "Омар" | 1986           | 540                   | 3            | 6 / 72                            |
| 9  | ПСКБ | "Тетіс" № 01807 | 1605   | 28.12.1973     | 200                   | 2            | 6 / 24                            |
| 10 | ПСКБ | "Тетіс" № 01809 | 1605   | 22.08.1974     | 200                   | 2            | 6 / 24                            |
| 11 | ПСКБ | "Тетіс" № 01836 | 1605   | 16.12.1974     | 200                   | 2            | 6 / 24                            |

Пілотовані підводні апарати типів «Сєвєр-2», «ТІНРО-2», «Риф» і «Омар» оснащені гідравлічними маніпуляторами, які дозволяли брати предмети та малорухомі біологічні об'єкти з дна морів і океанів. Усі ППА забезпечені підводними світильниками, що дає змогу через ілюмінатори вести візуальне спостереження за забортним середовищем на будь-якій глибині та в будь-який час доби. Спеціалісти, допущені до занурень на ППА, мали звання «Гідронавт» або «Гідронавт-дослідник».
Пілотовані підводні апарати типів "Сєвєр-2", "ТІНРО-2", "Риф", "Омар" та підводна лабораторія "Бентос-300" є батискафами — автономними, самохідними населеними підводними апаратами.
Підводні спостережні камери, що буксируються (ПСКБ) "Тетіс", є батисферами — населеними підводними апаратами, з’єднаними з судном-носієм кабель-тросом.

### Флот суден.
Для експлуатації підводних апаратів їх необхідно доставити до місця проведення підводних робіт. ППА і ПСКБ доставляли в будь-яку точку Світового океану суднами-носіями, а ПЛБ «Бентос-300» буксирували до місця підводних робіт за допомогою судна забезпечення.
На суднах-носіях були обладнані спеціальні ангари, де розміщувалися підводні апарати. У цих ангарах проводили огляди ППА до і після занурень, поточний ремонт механізмів і пристроїв, заряджання акумуляторних батарей та інші види технічного обслуговування. Також на суднах були каюти для розміщення екіпажів ППА.
Флот СЕКБП поділявся на такі типи суден:
- НДС — науково-дослідне судно;
- НПС — науково-пошукове судно;
- РПС — рибопошукове судно.

За призначенням судна поділялися на:
- С—Н: судно-носій пілотованих підводних апаратів (ППА) і підводних спостережних камер (ПСКБ);
- СЗ: судно забезпечення підводної лабораторії (ПЛБ) «Бентос-300».

Флот СЕКБП:
| № | Тип | Назва        | Проєкт         | Дата побудови/ модернізації | Водовміщення | Призначеня                        |
| 1 | НДС | Хронометр    | УПС «Атлантик» | 30.06.1973                  | 3362         | С-Н «Тетіс»                       |
| 2 | НПС | Одісей       | 399Б           | 29.10.1970                  | 3870         | С-Н «Сєвєр-2», «ТІНРО-2», «Омар». |
| 3 | НПС | Іхтіандр     | 399Б           | 06.08.1973                  | 3870         | С-Н «Сєвєр-2», «ТІНРО-2», «Омар». |
| 4 | РПС | Гідронавт    | 1539           | 12.1977                     | 1263         | С-Н «ТІНРО-2», «Омар».            |
| 5 | РПС | Гідробіолог  | 1539           | 12.1978                     | 1263         | С-Н «ТІНРО-2», «Омар».            |
| 6 | РПС | Єлагін       | 502Е           | 1969                        | 1220         | С-Н «Тетіс»                       |
| 7 | РПС | З.Мустакімов | 502Е           | 1970                        | 1220         | С-Н «Тетіс»                       |
| 8 | РПС | Гордий       | 2005           | 1958 / 1979                 | 1278         | СЗ «Бентос-300»                   |
| 9 | РПС | Дивний       | 2005           | 1960 / 1982                 | 1278         | СЗ «Бентос-300»                   |

### База технічного обслуговування.
База технічного обслуговування (БТО) була складовою частиною СЕКБП і розташовувалась у Комишовій бухті м. Севастополя.
Призначення БТО:
- освоєння підводної техніки та суден-носіїв;
- відпрацювання та доопрацювання новоприбулої підводної техніки;
- технічне обслуговування та ремонт підводної техніки і суден-носіїв;
- модернізація та переобладнання підводних апаратів;
- випробування спеціальних глибоководних пристроїв і виробів.

База технічного обслуговування (БТО) мала необхідний комплект технологічного обладнання, що дозволяв виконувати всі види ремонту підводної техніки, за винятком кількох специфічних робіт. БТО також мала плавучий та стаціонарний причали. Стаціонарний причал був обладнаний портальним краном.
У складі БТО був ангар площею 720 м², який дозволяв одночасно розміщувати під час ремонту та відстою 5–7 підводних апаратів різних типів. Дільниця ремонту та зарядки акумуляторів, такелажна і деревообробна дільниці завершували технологічний цикл, роблячи БТО універсальним малим судноремонтним підприємством.
У складі БТО був водолазний комплекс із камерою декомпресії, компресорами високого тиску, гелієвими та кисневими компресорами, а також спеціальними випробувальними стендами. Це дозволяло успішно вирішувати всі питання ремонту та експлуатації водолазного обладнання.
Для створення необхідного випробувального гідравлічного тиску база мала універсальну гідравлічну установку УНТР-400, здатну створювати тиск до 400 атм.
Оснащення БТО технологічним обладнанням і випробувальними стендами, а також його структура та кваліфікація фахівців створювали унікальне спеціалізоване підприємство з ремонту підводної техніки, що не мало аналогів у СРСР.

## Експедиції, здійснені СЕКБП.
Підводна техніка СЕКБП працювала в усіх районах Світового океану:
- ППА «Сєвєр-2» — Тихий і Атлантичний океани;
- ППА «Сєвєр-2 біс» — Індійський, Тихий і Атлантичний океани;
- ППА «ТІНРО-2» — Чорне море, Індійський і Тихий океани;
- ППА «ТІНРО-2 біс» — Чорне море, Індійський, Атлантичний і Тихий океани;
- ПСКБ «Тетіс» — Чорне море, Атлантичний і Індійський океани;
- ПЛБ «Бентос-300» — Чорне море.[27]

За роки експлуатації пілотованих підводних апаратів (ППА) та підводних лабораторій (ПЛБ) проведено ландшафтні геоекологічні дослідження шельфу Чорного моря. За результатами цих робіт траловий промисел у Чорному морі з 1982 року піддався регулюванню, а згодом був остаточно закритий.
У 1981 році спеціалісти СЕКБП за допомогою підводної техніки провели роботи з оцінки якості гідротехнічного будівництва.
Лише в 1986 році при обстеженні магістральних трубопроводів ВО «Чорноморнафтогаз» було пройдено 270 км, виконано 86 занурень загальною тривалістю 253 години.
За допомогою ПСКБ проведено експедиції з налаштування та випробування знарядь вилову.
За час, коли організація мала назву СЕКБП (26.01.1977—31.12.1986), підводна техніка показала такі експлуатаційні показники:
| Підводна техніка | Кількість занурень | Час роботи під водою |
| "Бентос-300" №1  | 446                | 6044                 |
| "Бентос-300" №2  | 193                | 1651                 |
| Сєвєр-2          | 286                | 1483                 |
| Сєвєр-2 біс      | 211                | 987                  |
| ТІНРО-2          | 592                | 1899                 |
| ТІНРО-2 біс      | 596                | 1783                 |
| Риф              | 182                | 554                  |
| Омар             | —                  | —                    |
| "Тетіс" № 01807  | 460                | 1436                 |
| "Тетіс" № 01809  | —                  | —                    |
| "Тетіс" № 01836  | 445                | 1520                 |

## Твори чи публікації
- Газета "Дзеркало тижня, 14.04.1995 р, Пілунський Л.П., Знают ли на берегах Днепра, что Украина морская держава, или видны ли из киевских кабинетов океанские дали? https://zn.ua/allnews/znayut_li_na_beregah_dnepra,_chto_ukraina_morskaya_derzhava,_ili_vidny_li_iz_kievskih_kabinetov_okea.html
- Документальний фільм "Гидронавты"/Реж. С.Хейфец,  ЦСДФ, 1990 р,— https://www.youtube.com/watch?v=zc0BqF7ADuY
- Документальний фільм "Подводные аппараты Базы "Гидронавт"/реж. С.Хейфец, к/ст. "Москва", 1991 р —. https://www.youtube.com/watch?v=RP5_ITtvUmY
- Журнал «Геологія і корисні копалини Світового океану», 2006 р., випуск №2, стор. 122—132  https://cyberleninka.ru/article/n/pidvodniy-naukovo-doslidniy-flot-ukrayini/viewer